# UY Scuti
UY Scuti är en av de största stjärnorna astronomerna hittills har upptäckt (2017) ofta nämnd som den allra största. Den är en pulserande röd superjätte i stjärnbilden Skölden, och har en radie som är ungefär 1 700 gånger större än Solens, vilket innebär att den till volymen är ca 4,9 miljarder gånger så stor som Solen. Om UY Scuti skulle placeras mitt i solsystemet hade dess fotosfär sträckt sig bortom Jupiters omloppsbana, kanske rentav bortom Saturnus bana. 
UY Scuti ligger 2,9 kiloparsec (ungefär 9 500 ljusår) från jorden.
Den första kända designationen av UY Scuti gjordes av tyska astronomer vid Bonn-observatoriet år 1860, när den namngavs till BD -12 5055.

## Observation
Trots sin enorma luminositet har UY Scuti en skenbar magnitud på som mest bara 11, på grund av sitt avstånd från jorden och sitt läge i Vintergatsbandet. Stjärnan kan därför inte ses med blotta ögat, men kan betraktas med ett litet teleskop under extremt goda förhållanden.

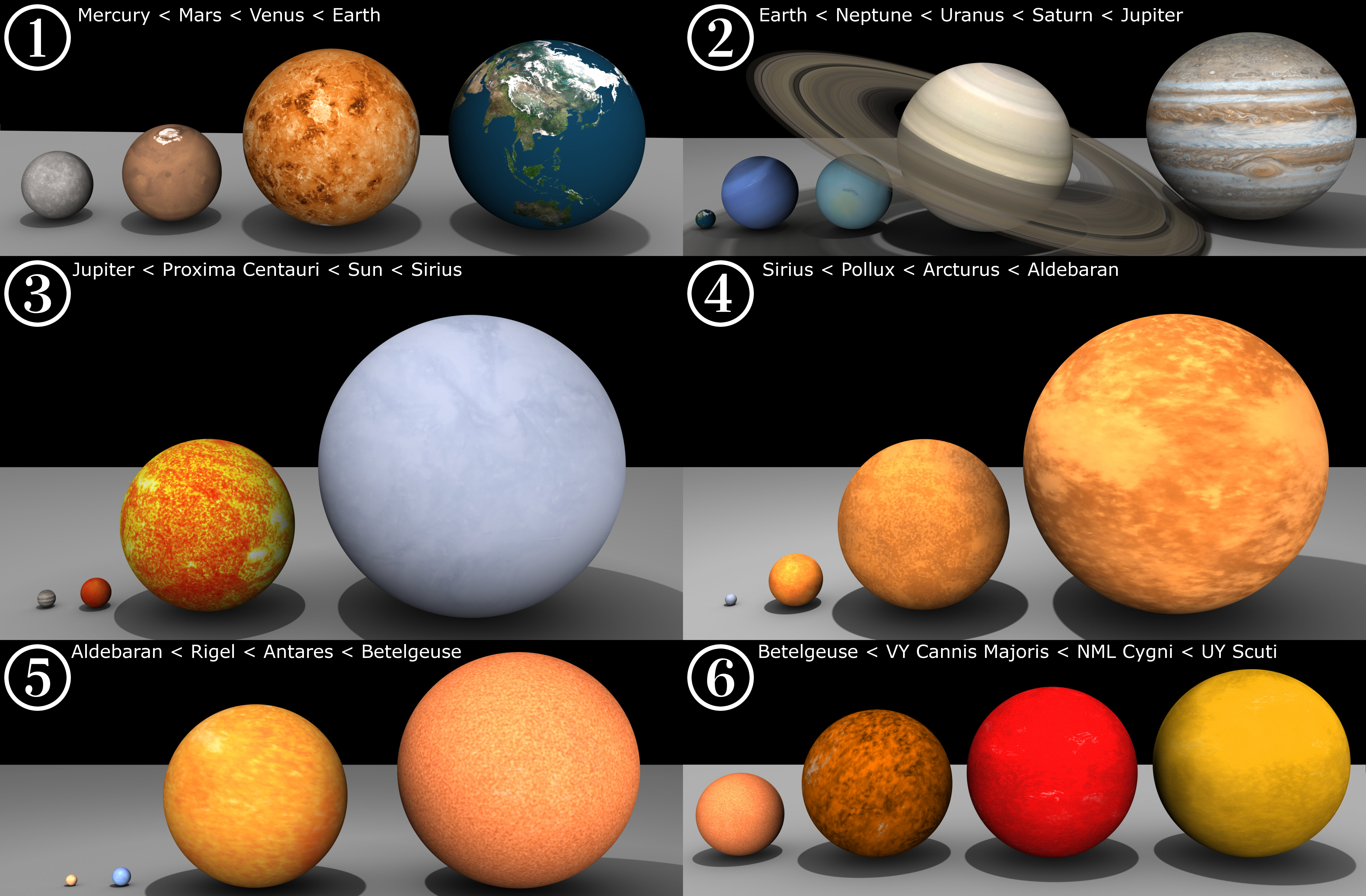
Storleksjämförelse mellan solsystemets planeter, och flera kända stjärnor, inklusive UY Scuti:
1. Merkurius < Mars < Venus < Jorden
2. Jorden < Neptunus < Uranus < Saturnus < Jupiter
3. Jupiter < Proxima Centauri < Solen < Sirius
4. Sirius < Pollux < Arcturus < Aldebaran
5. Aldebaran < Rigel < Antares < Betelgeuse
6. Betelgeuse < VY Canis Majoris < NML Cygni < UY Scuti.

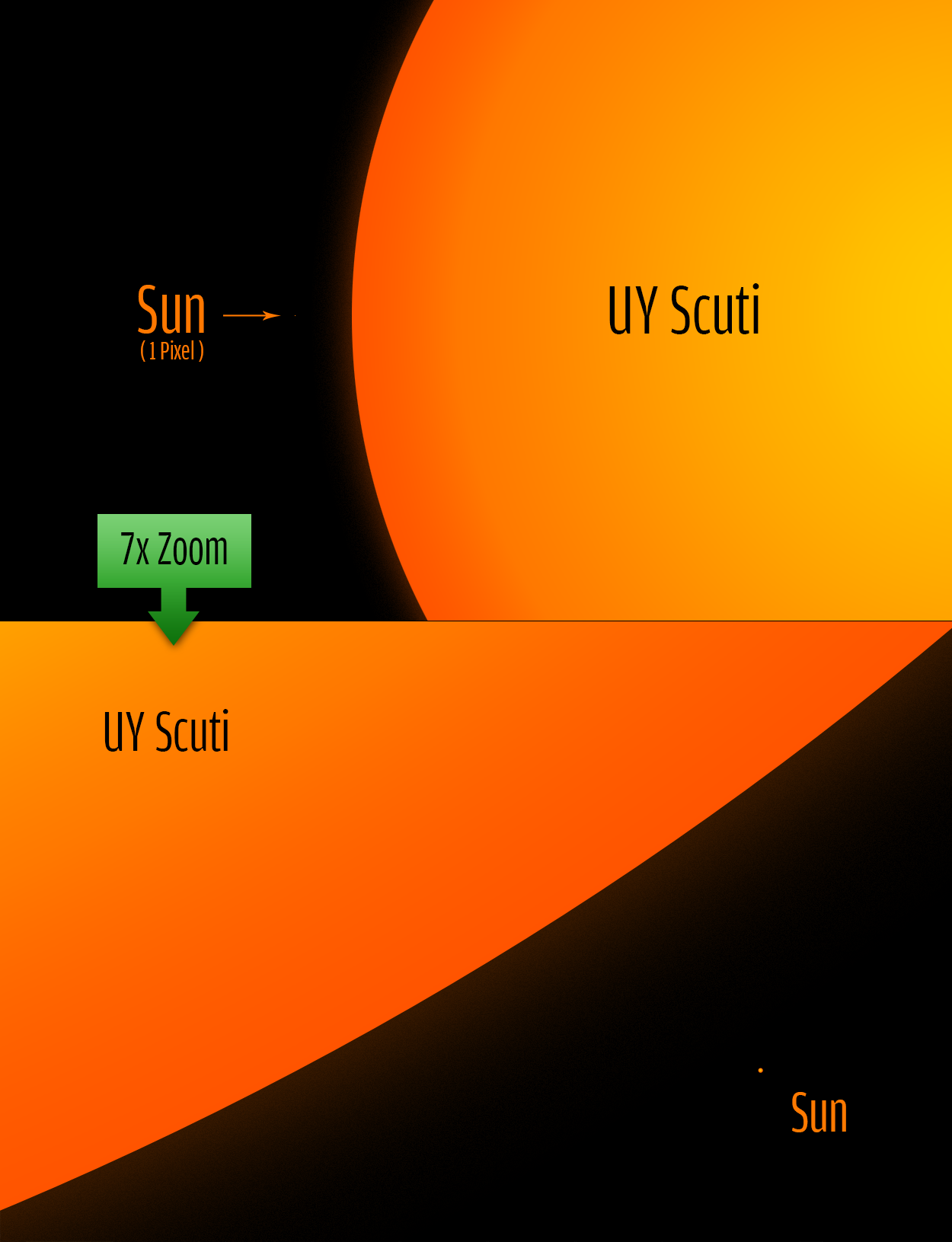
En storleksjämförelse mellan UY Scuti och vår sol.